# Rubria smalei
Rubria smalei är en insektsart som beskrevs av Evans 1966. Rubria smalei ingår i släktet Rubria och familjen dvärgstritar. Inga underarter finns listade i Catalogue of Life.